# Ashes of the Wake
 (mars 2017).
Si vous disposez d'ouvrages ou d'articles de référence ou si vous connaissez des sites web de qualité traitant du thème abordé ici, merci de compléter l'article en donnant les références utiles à sa vérifiabilité et en les liant à la section « Notes et références ».
Albums de Lamb of God
As the Palaces Burn
(2003) Killadelphia
(2005)
Singles
1. Laid to Rest
Sortie : Août 2004
2. Now You've Got Something to Die For
Sortie : 2 mars 2005

Ashes of the Wake est le troisième album du groupe de groove metal américain Lamb of God, sorti le 31 août 2004.

## Présentation
L'album est destiné à la guerre en Irak, avec des chansons telles que Ashes of the Wake (qui comprend des extraits de l'interview de l'ancien Sergent de Marine Jimmy Massey après son retour de la guerre), Now You've Got Something to Die For, One Gun et The Faded Line [réf. nécessaire].
La citation au début de la chanson Omerta est une paraphrase de la loi du silence de la mafia sicilienne.

### Classements, ventes et certifications
L'album débute à la 27e place du Billboard 200 en vendant 35 000 exemplaires dans sa première semaine et est classé par Guitar World comme le 49e album de guitare le plus grand de tous les temps.
En août 2010, Ashes of the Wake s'est vendu à 398 000 exemplaires aux États-Unis.
Dix ans après sa sortie, à partir de 2014, les ventes dépassent les 400 000 exemplaires écoulés et fait de cet album une des meilleures ventes de Lamb of God.
Il est certifié or par la RIAA en février 2016.

### Parutions
Le premier pressage est vendu avec un disque bonus intitulé Pure American Metal.
L'édition japonaise comprend une chanson supplémentaire, Another Nail for Your Coffin, diffusée dans le monde entier en 2010 sur le disque 3 du coffret 3 CD Hourglass: The Anthology (en) avec d'autres raretés du groupe.
Une version Dualdisc paraît aux États-Unis en mars 2005. La partie DVD comprend l'album en PCM 2.0 et son surround 5.1 Dolby Digital, ainsi que divers clips vidéo, y compris les vidéos promotionnelles de Now You've Got Something to Die For (destiné à promouvoir la sortie de Killadelphia) et Laid to Rest, un court-métrage sur la New England Metalfest, un Meet the Band (Rencontrez le groupe) et un clip du DVD Terror and Hubris.
Une erreur de production dans le mixage 5.1 de One Gun fait que les voix changent de hauteur tout au long de la chanson [réf. nécessaire].

## Liste des titres
Toutes les chansons sont écrites et composées par Randy Blythe, Willie Adler, Chris Adler, Mark Morton et John Campbell.
| 1.    | Laid to Rest                        | 3:50 |
| 2.    | Hourglass                           | 4:00 |
| 3.    | Now You've Got Something to Die For | 3:40 |
| 4.    | The Faded Line                      | 4:37 |
| 5.    | Omerta                              | 4:46 |
| 6.    | Blood of the Scribe                 | 4:24 |
| 7.    | One Gun                             | 3:59 |
| 8.    | Break You                           | 3:36 |
| 9.    | What I've Become                    | 3:29 |
| 10.   | Ashes of the Wake                   | 5:45 |
| 11.   | Remorse Is for the Dead             | 5:40 |
| 47:46 |                                     |      |

| Titre bonus - Édition Japon (23 septembre 2004) | Titre bonus - Édition Japon (23 septembre 2004) | Titre bonus - Édition Japon (23 septembre 2004) | Titre bonus - Édition Japon (23 septembre 2004) | Titre bonus - Édition Japon (23 septembre 2004) | Titre bonus - Édition Japon (23 septembre 2004) | Titre bonus - Édition Japon (23 septembre 2004) | Titre bonus - Édition Japon (23 septembre 2004) | Titre bonus - Édition Japon (23 septembre 2004) | Titre bonus - Édition Japon (23 septembre 2004) |
| No                                              | Titre                                           | Durée                                           |                                                 |                                                 |                                                 |                                                 |                                                 |                                                 |                                                 |
| ----------------------------------------------- | ----------------------------------------------- | ----------------------------------------------- | ----------------------------------------------- | ----------------------------------------------- | ----------------------------------------------- | ----------------------------------------------- | ----------------------------------------------- | ----------------------------------------------- | ----------------------------------------------- |
| 12.                                             | Another Nail for Your Coffin                    | 4:37                                            |                                                 |                                                 |                                                 |                                                 |                                                 |                                                 |                                                 |
| 52:22                                           |                                                 |                                                 |                                                 |                                                 |                                                 |                                                 |                                                 |                                                 |                                                 |

| Pure American Metal (EP, 31 août 2004) | Pure American Metal (EP, 31 août 2004)                                          | Pure American Metal (EP, 31 août 2004) | Pure American Metal (EP, 31 août 2004) | Pure American Metal (EP, 31 août 2004) | Pure American Metal (EP, 31 août 2004) | Pure American Metal (EP, 31 août 2004) | Pure American Metal (EP, 31 août 2004) | Pure American Metal (EP, 31 août 2004) | Pure American Metal (EP, 31 août 2004) |
| No                                     | Titre                                                                           | Durée                                  |                                        |                                        |                                        |                                        |                                        |                                        |                                        |
| -------------------------------------- | ------------------------------------------------------------------------------- | -------------------------------------- | -------------------------------------- | -------------------------------------- | -------------------------------------- | -------------------------------------- | -------------------------------------- | -------------------------------------- | -------------------------------------- |
| 1.                                     | Bloodletting (extrait de Burn the Priest, 1999)                                 | 1:58                                   |                                        |                                        |                                        |                                        |                                        |                                        |                                        |
| 2.                                     | The Subtle Arts of Murder and Persuasion (extrait de New American Gospel, 2000) | 4:10                                   |                                        |                                        |                                        |                                        |                                        |                                        |                                        |
| 3.                                     | 11th Hour (extrait de As the Palaces Burn, 2003)                                | 3:43                                   |                                        |                                        |                                        |                                        |                                        |                                        |                                        |
| 4.                                     | Black Label (Live - extrait de Terror and Hubris, 2003)                         | 4:38                                   |                                        |                                        |                                        |                                        |                                        |                                        |                                        |
| 5.                                     | Laid to Rest (pre-production demo)                                              | 3:48                                   |                                        |                                        |                                        |                                        |                                        |                                        |                                        |
| 18:17                                  |                                                                                 |                                        |                                        |                                        |                                        |                                        |                                        |                                        |                                        |

| 1. | Meet The Band                                                     |  |
| 2. | The Blair Sh*t Project                                            |  |
| 3. | New England Metalfest                                             |  |
| 4. | Laid To Rest (Music Video)                                        |  |
| 5. | Now You've Got Something To Die For (extrait du DVD Killadelphia) |  |

## Crédits

### Membres du groupe
- Randy Blythe : chant
- Mark Morton : guitare
- Willie Adler : guitare rythmique
- John Campbell : basse
- Chris Adler : batterie

### Musiciens additionnels
- Alex Skolnick (du groupe Testament) : deuxième guitare solo (sur le titre Ashes of the Wake)
- Chris Poland (du groupe Megadeth) : troisième guitare solo  (sur le titre Ashes of the Wake)

### Équipes technique et production
- Production : Machine et Lamb of God
- Enregistrement et mixage : Machine
- Ingénieur : John Agnello et Machine assistés de Ted Young
- Management : Paul Conroy
- Pro Tools et mixage : Tony Schloff, Todd Parker et Dan Korneff (en) assistés de Ted Young, Al Weatherhead, Casey Martin, Jeremy Miller et Cam DiNunzio
- Son surround 5.1 mixé par Thom Cadley et matricé par Mark Wilder
- A&R : Kaz Utsunomiya
- Artwork : K3n
- Photographie : Greg Waterman